# Тюїльрі (сад)
Сад Тюїльрі (фр. le jardin des Tuileries) — громадський парк у центрі Парижа, в 1-му окрузі, займає територію між площею Згоди, вулицею Ріволі, Лувром та Сеною; розташований на площі 25,5 га, його довжина 920 м, а ширина 325 м. Колись тут знаходився палац Тюїльрі, а тепер — лише французький парк.

## Історія
Ще з XV століття тут була околиця міста за стінами луврської фортеці — з публічним звалищем і видобутком глини для виробництва черепиці (фр. tuile, «тюіль»), — звідси походить і назва Тюїльрі.
Перший парк почали розбивати в 1564 за наказом Катерини Медичі, яка наказала спорудити новий палац — Тюїльрі — та сад для прогулянок. Тож парк був в італійському стилі: 6 алей по довжині саду та 8 — по його ширині. Через 110 років, в 1664, Жан-Батист Кольбер наказав перепланувати парк, доручивши це завдання Андре Ленотру.

## Галерея

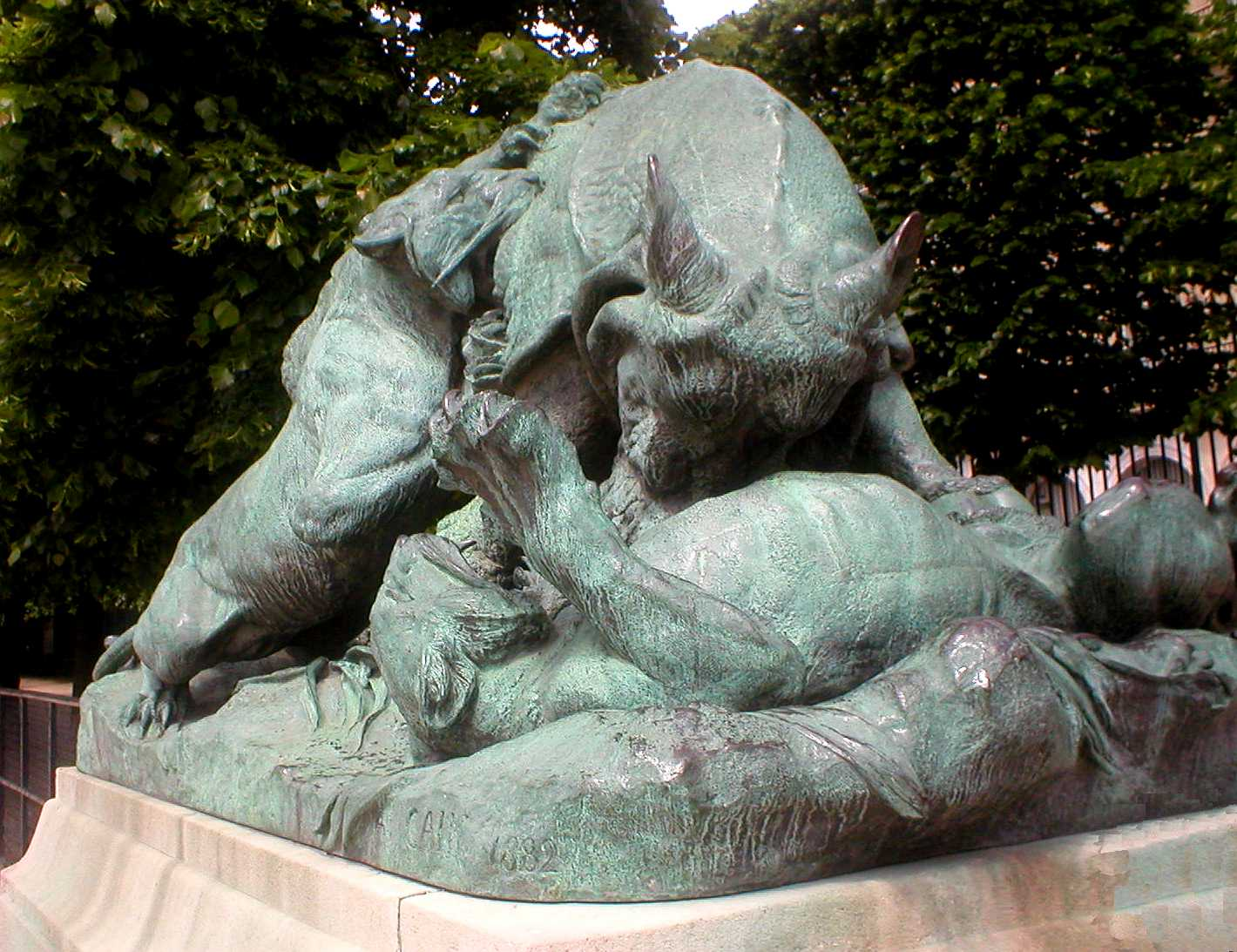
Двоє левиць нападають на бика
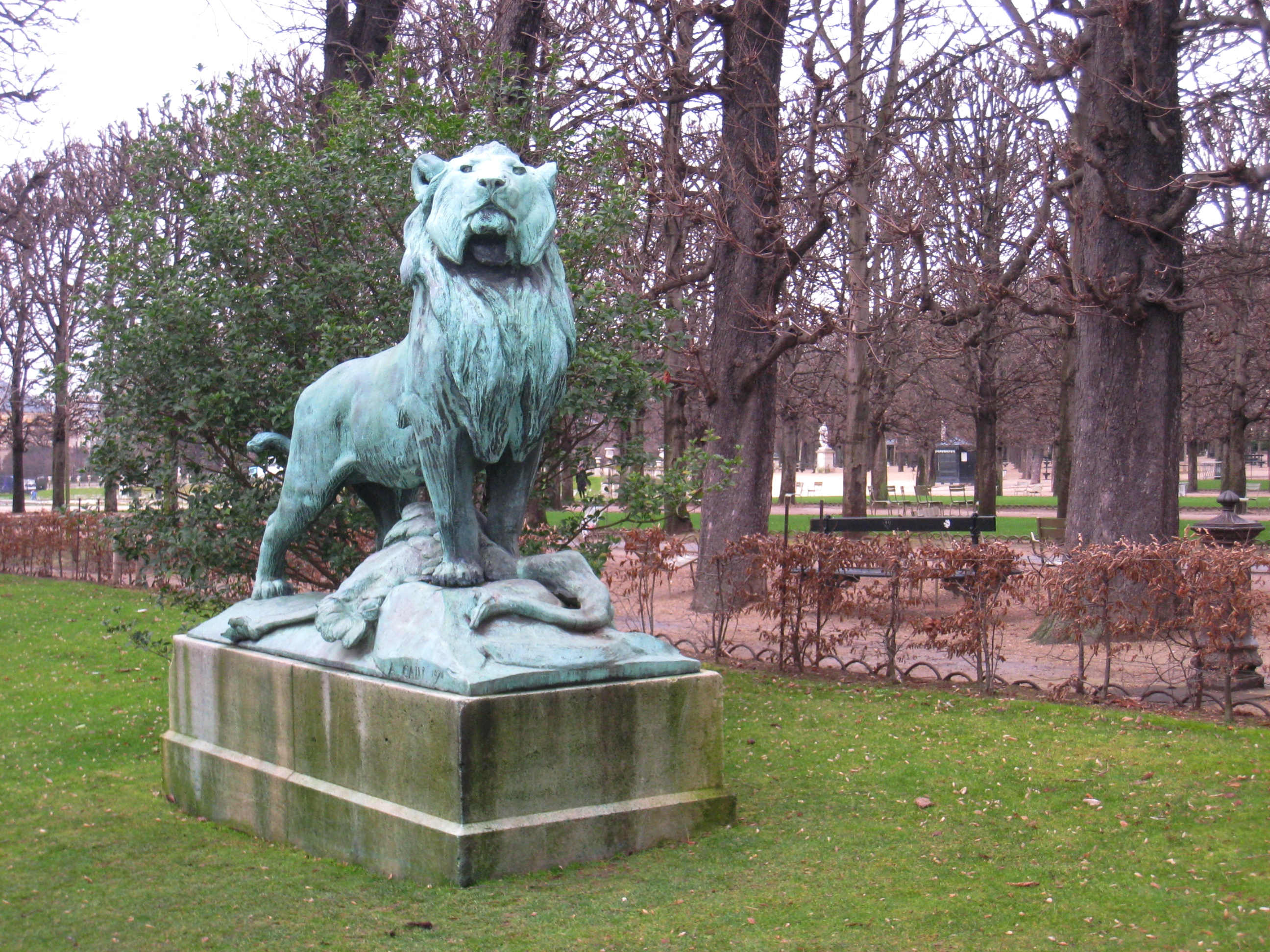
Нубійський лев і його здобич
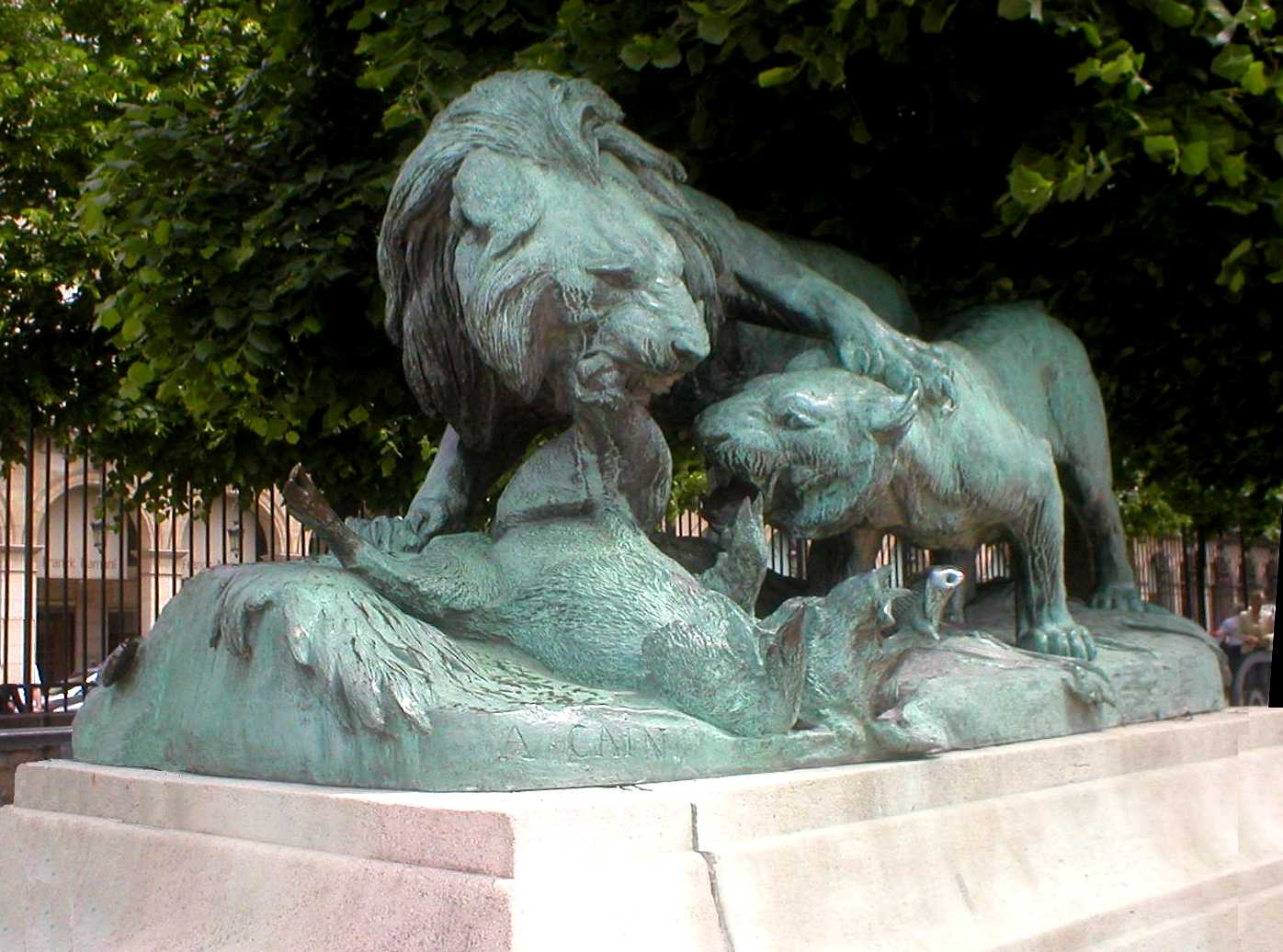
Лев і дикий кабан
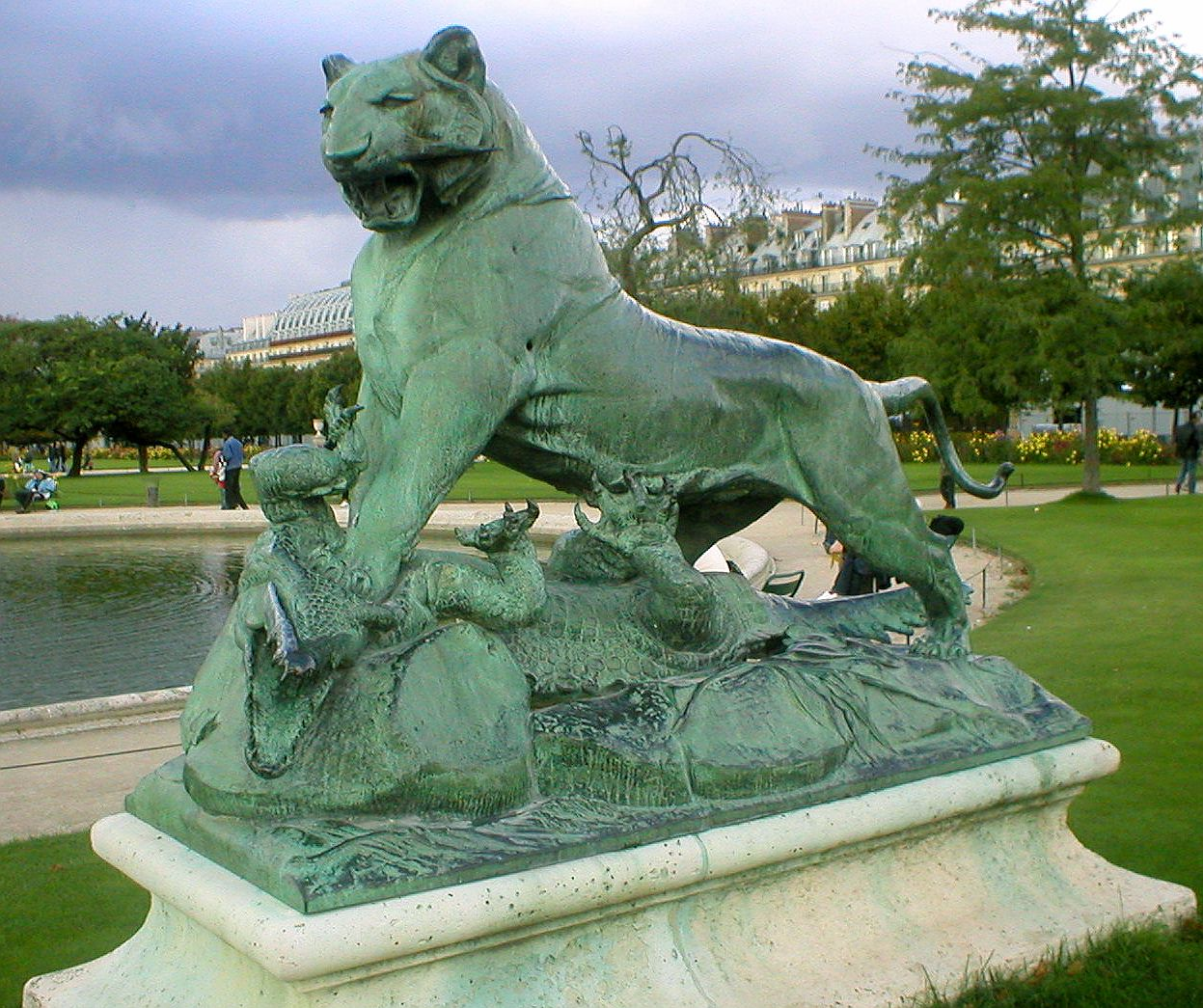
Тигр з крокодилом
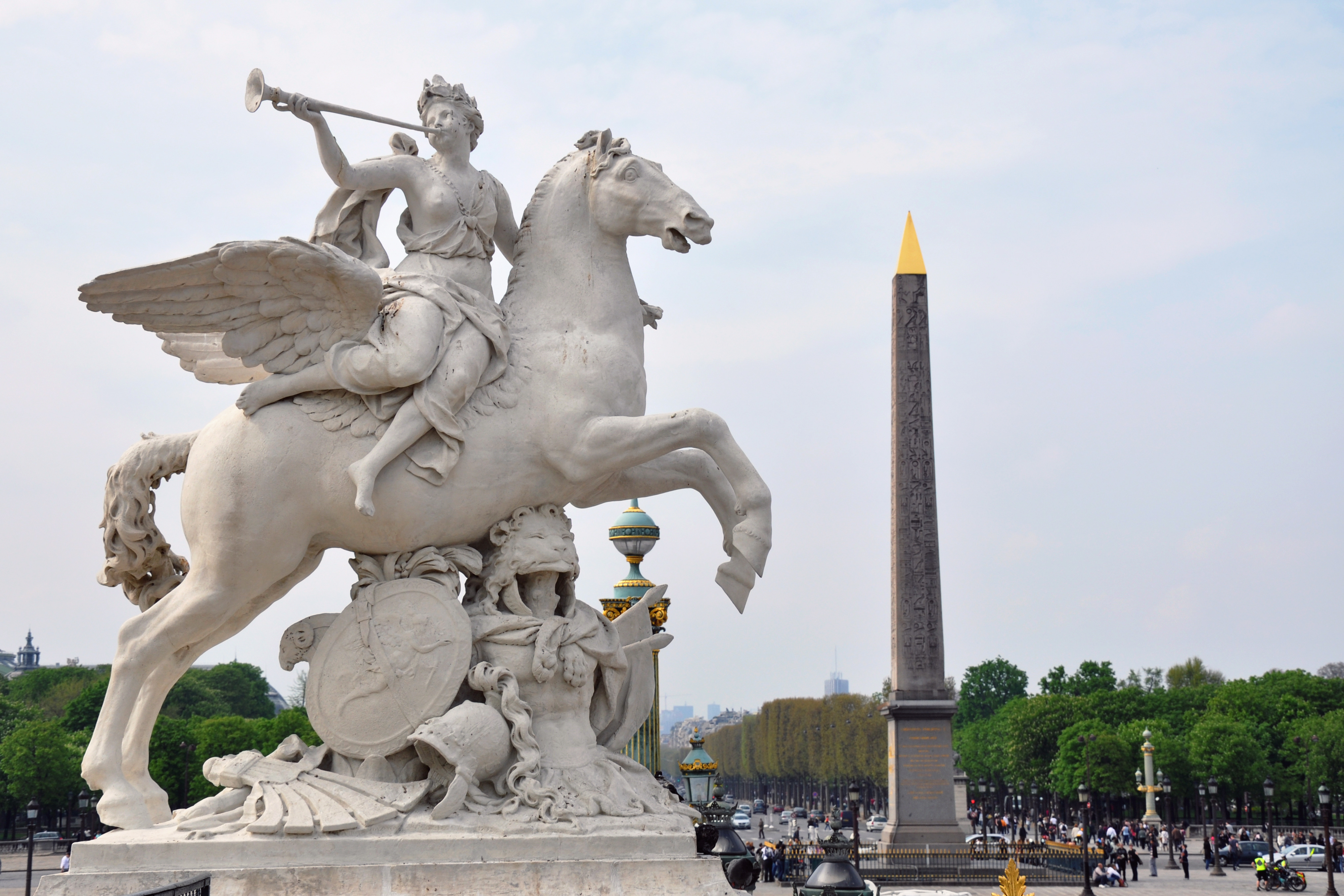
Король верхи на Пегасі, скульптор Антуан Куазево (Antoine Coysevox) (1640-1720)
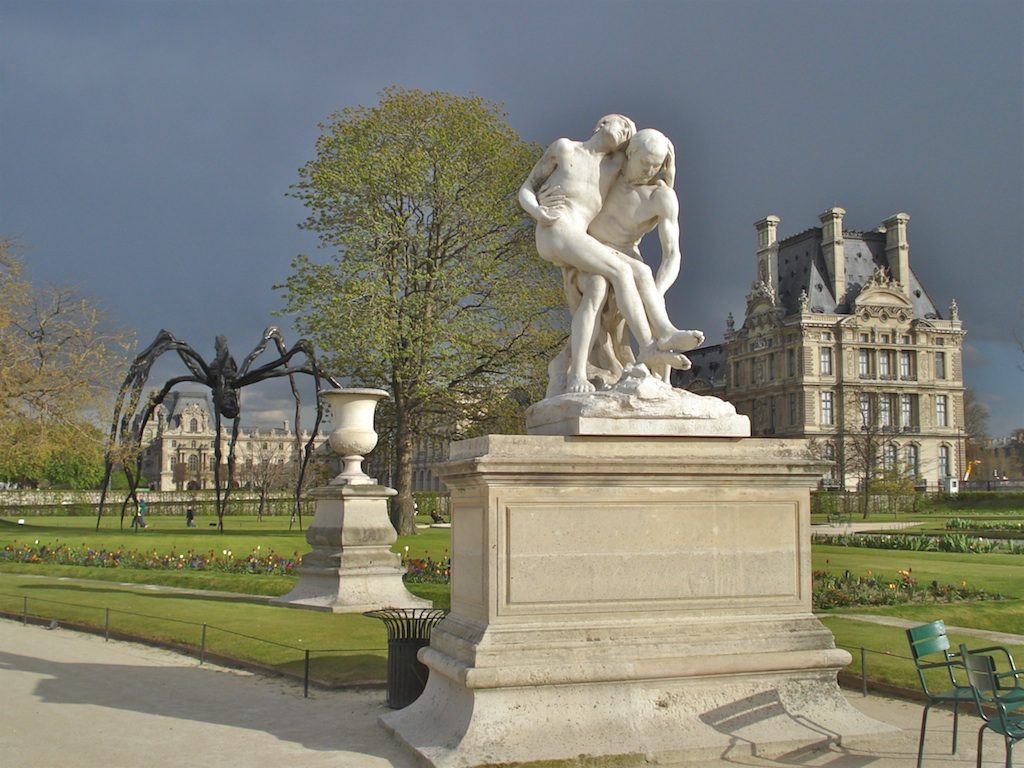
Добрий Самаритянин та Павук Луїзи Буржуа
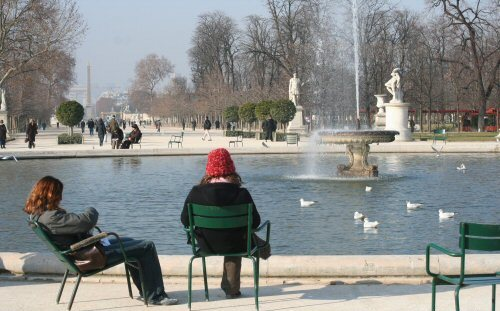
Один з паркових фонтанів
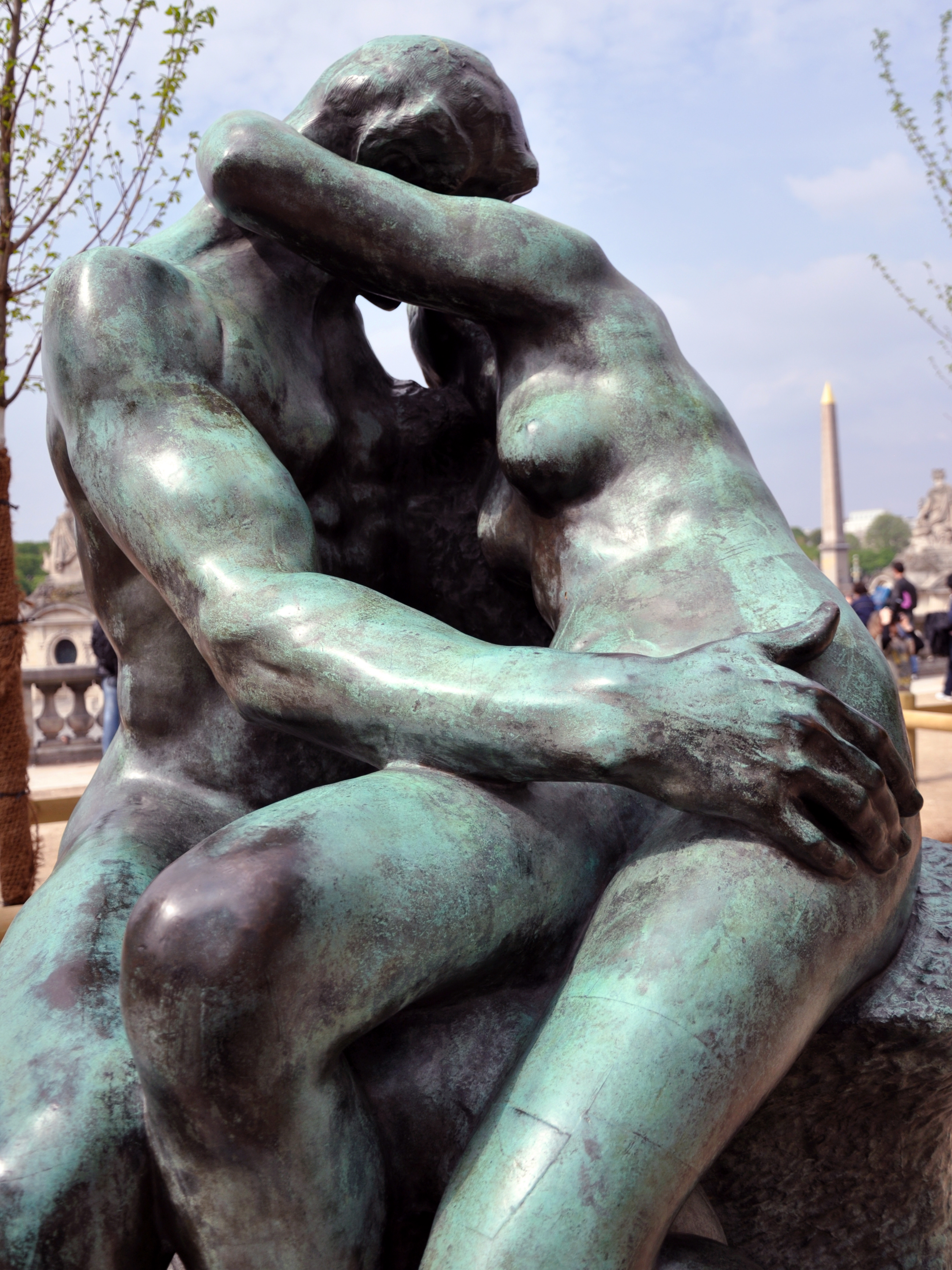
«Поцілунок» Родена